# 1. ФШФ Майнц 05
Дер Ерсте Фусбал унд Шпортферайн Майнц 05 (на немски: 1. Fußball– und Sport-Verein Mainz 05), за кратко Еф Ес Фау Майнц 05 (на немски: 1. FSV Mainz 05) или просто Майнц 05 (на немски: Mainz 05), е германски футболен отбор от град Майнц, федерална провинция Райнланд-Пфалц, Германия. Създаден е на 16 (или 27 март) 1905 г. и освен футбол, развива хандбал и тенис на маса. Футболният отбор на Майнц 05 играе в Първа Бундеслига от сезон 2009/10.
Към най-значимите успехи на клуба спадат участията в Първа Бундеслига на Германия между 2004 и 2007 г., участието в турнира за Купата на УЕФА (сезон 2005/06), както и достигането на полуфинал за Купата на Германия през 2008/09. След подобряването на финансовото положение на майнцкия тим е предприет строеж на нов клубен стадион. На 5 май 2009 г. в квартала на Майнц Бреценхайм започват строителните дейности по изграждането на футболното съооръжение Кофейс-Арена, предвидена да приема 33 500 зрители. Преместването там е предприето за сезон 2010/11.

## История

### Основаване
Първият опит да се създаде отганизиран футболен клуб в град Майнц се прави през 1903 г., но се оказва неуспешен.
- 16 или 27 март 1905 г. – Основаване на отбора Ерсте Майнцер Фусбалклуб Хасия 1905;
- 16 август 1912 г. – Сливане с Еф Це Хермания 07 Майнц, бивше футболно подразделение на Майнцер Те Фау 1817], към Ерсте Майнцер Фусбалклуб Хасия 1905;
- Октомври 1912 г. – Промяна на името на Ерсте Майнцер Фусбалферайн 05;
- 1919 г. – Сливане с Шпортферайн 1908 Майнц, в Ерсте Майнцер Фусбал унд Шпортферайн 05;
- 1938 г. – Принудително обединение с Райхсбан Ес Фау Майнц в Райхсбан Ес Еф Майнц 05;
- 1945 г. – Принудително закриване, преосноваване като 1. Еф Ес Фау Майнц 05.

### 1905 – 1919: Ранни години
Най-ранният предшественик на днешния Майнц 05 е основан през март 1905 г. в майнцкото кафене „Кафе Нойф“. Точната дата не е запазена до днес и в някои следвоенни документи се посочва 16 март, но според съвременните изследвания и анализи за автентична се смята датата 27 март, когато се празнуват и клубните юбилеи. През лятото на същата година безименният още отбор изиграва първата си среща – срещу основания пак през 1905 г. Германия Густафбург – и печели с 5:3. Един век по-късно се състои и тържественото преиграване между същите противници, завършило с още по-убедителното 14:0 за „червено-белите“. Малко след това майнцкият клуб получава и името 1. Майнцер Фусбалклуб „Хасия“ 05. Под това наименование клубът играе и първите си срещи: на 13 август той губи от тима на висбаденското предградие Бибрих с 1:2, а две седмици по-късно поема второ поражение от съгражданите си Майнцер Фусбал-Клуб 1904. Основаният през 1904 г. клуб е най-старият отбор на Майнц и вторият най-стар отбор на регион Райнхесен. Днес той съществува под името Момбах 03.
За първи ръководител на отбора на „извънредно събрание“ през октомври 1905 г. е избран 15-годишният Ойген Залмон, който спомага за присъединяването на клуба към Южногерманския футболен съюз на 24 юни 1906 г. Преди това „червено-белите“ са можели да играят само неофициални срещи срещу сборни формации. На 7 октомври 1906 г. майнцкият отбор играе първата си официална среща. В група „Б“ на своя футболен съюз „Хасия“ няма загуба през първия полусезон, но през втората част се смъква в средата на класирането.
През първите години на организиран спорт футбол се играе само през пролетта и есента, а лятото е запазено за лека атлетика.
Важен мач за този период е срещата срещу петкратния шампион на Запада Пфалц 03 Лудвихсхафен на 25 декември 1909 г. Междувременно отборът не домакинства повече на игрището Гаутор, а на майнцкия колодрум Фихтеплац. Така за пръв път в Майнц гостува известен отбор. Въпреки че повеждат рано в резултата, футболистите на „Хасия“ губят в края с 2:5. Все пак двубоят помага на клуба да добие относителна известност в региона.
Първата си четирицифрена посещаемост „Хасия“ отбелязва на Великден през 1910 г., когато около 1200 зрители наблюдават победата с 6:2 над военния отбор на Ес Ем Ес Гнайзенау. Клубът не печели нищо повече от спортната победа – всички приходи са за домакина на игрището.
По-късно през същата година днешният клуб Майнц 05 получава игрище от германските Райхсжелезници, намиращо се на улица Хатенбергщрасе и разполагащо с трибуна и съблекални. Съоръжението се открива със загуба от Щутгартер Кикерс – 1:5.
От 1907 г. майнцкият отбор има местен конкурент – Майнцер Фусбалклуб „Хермания“ 1907. Той се образува от играчи на съществуващия до днес отбор Майнцер Те Фау 1817, а на 16 август 1912 г. клубовете „Хасия“ и „Хермания“ решават да се обединят на среща, проведена отново в „Кафе Нойф“. Името на новото дружество е 1. Еф Це Хасия-Хермания 05, който малко по-късно променя името си на 1. Фусбалферайн Майнц 05. Спортното обединение получава за първи път официално признание като е включено като член в регионалния футболен съюз. Преди 1912 г. тимът е играел при нерегламентирани условия и при хаотична програма.
Последната среща на отбора преди Първата световна война е спечелена на великденската неделя на 1915 г. срещу формация на войниците на Ес Ем Ес Майнц с 3:1. След края на военните действия една шеста от членовете на клуба не се завръщат у дома. Още на втория ден от войната футболистът на Майнц 05 Ян Хауст загива. Към края на конфликта Майнц 05 образува военновременен отбор със съгражданите си от Шпортферайн 08 Майнц. Обединението не се разваля след края на войната, а продължава съществуването си под името 1. Майнцер Фусбал унд Шпортферайн 05.

### 1919 – 1933: Окръжна лига Хесен
Първият сериозен успех на новосформирания отбор са двете срещи с унгарците Вашаш Будапеща през юни 1920 г. Майнцкият клуб печели първия си мач срещу Вашаш, което е и единствената загуба на унгерците в германското им турне, след което те искат реванш. При него двата тима завършват 0:0.
Двубоите ознаменуват началото на една нова епоха за Майнц 05, която преминава под знака на новата футболна състезателна система след Първата световна война. След като отборът едва успява да се задържи в новата окръжна лига, червено-белите формират добър отбор с привличането на братя Фрайтаг, бившия национален защитник Курт Димер от Берлин, както и завърналия се Хуго Рис, който е един от най-добрите в своя регион, но все пак на национално ниво е доста под средната класа на другите тимове. През 1920, 1931 и 1932 г. клубът печели първенството на Хесен, през 1926 г. е първенец на дивизия Райнхесен-Саар. Всеки от тези успехи води до участие във финалния рунд за определяне на шампиона на Германия.
Велик ден за майнцката спортна история, така майнцки вестник нарича датата 22 ноември 1925 г., когато завърналият се от двегодишно „изгнание“ в по-долната дивизия отбор на Майнц 05 побеждава първенеца на Райнхесен и Саар Саарбрюкен 03 с 1:0. В края на сезона първото място е изпуснато само с една точка. През следващата кампания бележит е мачът с великия за времето си Нюрнберг на 20 март 1927 г. Майнц 05 завършват 3:3 пред 12 000 зрители със станалия по-късно шампион на страната тим на „франките“, в чиито редици личат имената на футболните идоли Ханс Калб и Хайнер Щулфаут, както и на други 8 национални играчи. След първата част на двубоя майнци дори водят с 3:1 след попадения на Георг Кайзер (2) и Паул Липонер.
През този период започва строежът на игрището Шпортшлацес ам Форт Бинген, което се намира на около 500 метра южно от днешния Брухвегщадион. Въпреки че то е открито през 1920 г., само 17 години по-късно съоръжението е разрушено.
Единадесеторка на периода
Ханс Лаутнер – Драйсбах, Ото Фрайтаг – Клеменс Вайлбехер, Вили Фрайтаг, Карл Каст – Хайнрих Декер, Якоб Шнайдер, Паул Липонер, Карл Шерм, Георг Кайзер. Треньор: Паул Освалд

### 1933 – 1945: Майнц 05 по време на Третия райх
След сравнително доброто представяне в началото на 30-те години майнцкият клуб се класира за новоучредената Гаулига Югозапад през 1933 г. Там обаче още през първия си сезон Майнц 05 е видимо по-слаб от противниците си и изпада от дивизията далеч преди края на шампионата. Интересното е, че преди началото на сезона вратарите Лаутнер и Евалд Хандорф се контузат и в първите срещи на вратата застава полевият футболист Шилдге. През 1935 г. „червено-белите“ дълго време заемат първото място във втора дивизия, но губят двубоя си с прекия си конкурент за промоция Опел Рюселсхайм и така пропускат шанса си за завръщане в гаулигата. В решителния мач отсъства майнцкия голмайстор Хайнрих Декер, който преди това вкарва 28 гола в 20 срещи.
Сезон 1935/36 протича по подобен начин и многото равни резултати и контузии на важни футболисти провалят плановете за класиране. Слабото представяне като гост през 1936/37 води до засилване на междуособиците в клуба и недоволството на местната публика, а отнемането на собствения стадион за военни цели окончателно съсипва отборния дух на футболистите. В края на сезона Майнц 05 е на предпоследното място във втора дивизия и само административното увеличаване на броя на отборите там от 10 на 13 спасява клуба от изпадане в трета дивизия.
Времето на нацизма в Германия е един от най-тежките периоди за Майнц 05, определян от партията като „еврейски отбор“ поради основателите си Ойген Заломон и Карл Ланщайн, които изповядват юдеизма. Заломон напуска Германия още през 1933 г., а Майнц 05 се „закрива“ на 10 август 1933 г. на извънредно заседание на общото събрание на клуба под натиска на нацистката администрация. Почти веднага след това активите на закрития клуб се прехвърлят на малък отбор от града, образувайки се Райхсбан Ес Фау Майнц 05. Това формирование е плод на политиката на нацистите за централизация на спорта в един силен клуб във всеки един отделен град.
По време на Втората световна война, водеща да преорганизиране на спортните състезания в Германия, изкуственото образувание става първенец на втородивизионната Окръжна лига Майнц. През есента на 1944 г. войната е загубена, а всички организации в страната, в това число и спортни клубове, са разформировани.

### 1945 – 1963: Ново начало и Оберлига Югозапад
Скоро след края на войната в гостилницата Мартинсбург се състои събиране, на което се разисква „съживяването“ на Майнц 05. На 11 ноември 1945 г. френската окупационна администрация разрешава да регистрира клуба, след като веднъж преди това е отказала да го стори. Така малко по-късно под ръководството на Конрад Вайл, управител на отбора преди началото на войната, се осъществява и официалното преосноваване на Майнц 05. Първата следвоенна среща на „05“ завършва 1:1 с Ем Те Фау 1817, а втората е загубена с 1:6 от ТуШ Нойендорф, предшественик на днешния ТуШ Кобленц. Мачовете са проведени на игрището на Цалбахер Щрасе, където майнцкият отбор играе до февруари 1946 г.
През зимата на 1946 г. започва сезонът в Оберлига Саарпфалц, която предшества Оберлига Югозапад. Майнц 05 е съосновател на дивизията, но силите там са доста неравностойни, за което говори и катастрофалната загуба на „05“ с 0:15 от Кайзерслаутерн в началото на сезона. Разгромното поражение предизвиква недоволство в местните медии поради срамния начин, по който се защитават футболните традиции в града, както и надежда отборът да запази поне мястото си в дивизията. 
В първия си официален двубой след войната Майнц 05 губи от последния югозападен първенец Саарбрюкен с 2:4 на 6 януари 1946 г., а сезонът завършва безславно с последното място в крайното класиране.
Още през същата година футболът в германския Югозапад се реформира. Лигата Саарпфалц се преобразува в Първа лига Югозападна Германия, Група Север. В едномесечен турнир се излъчват по два отбора от регионите Райнланд, Райнхесен, Пфалц и Саар, а Майнц 05 е един от отборите, които постигат класиране след победа с продължения над Гонзенхайм. В новата дивизия червено-белите финишират трети, като най-приятна е победата срещу Кайзерслаутерн с 3:1.
Майнцкият клуб се укрепва в оберлигата, но никога не играе водеща роля в първенството. Той никога не напуска лигата, но само през годините 1953, 1954, 1958 и 1961 завършва в горната половина на класирането, а през останалото време се бори срещу изпадането.
Решаващ за по-нататъшното развитие на клуба е сезон 1951/52. Под управлението на Валтер Щруц, заменил на ръководното място в клуба починалия Чарли Армбрустер, финансовото състояние е стабилизирано. По същото време повреденото от войната игрище на Брухвег е поправено и модернизирано, а капацитетът му за зрители достига до 20 000 души. Стадионът е запълван пет пъти през периода – всичките при мачове с Кайзерслаутерн. Най-големият успех на Майнц 05 през годините в оберлигата е победата с 5:2 срещу „червените дяволи“ на 15 ноември 1953 г. Вернер Зомер, Валтер Зоненбергер и на три пъти Карл-Хайнц Ветих поразяват вратата на най-силния отбор на Югозапада и двукратен шампион на Германия, играл с петима футболисти, станали световни шампиони само няколко месеца по-късно.
През юбилейната година 1955 Майнц 05 за малко не изпада, но победа с 3:2 след изоставане с 0:2 срещу ТуШ Нойендорф запазва мястото на отбора в първенството. След края на сезона английският елитен отбор Манчестър Сити пристига в Майнц по покана за приятелска среща в чест на половинвековния юбилей на Майнц 05. В състава на „сините“ от Манчестър, който са спечелили Купата на Англия, играе германският вратар Бернд Траутман, но той не успява да предотврати загубата англичаните с 1:2 пред около 10,000 зрители в карнавалния град на Рейн. На 6 ноември същата година е постигната рекордна посещаемост на мач на отбора – 30,000 зрители на срещата срещу Саар 05 Саарбрюкен, спечелена с 2:1. Куриозното е, че всъщност публиката е на стадиона, за да види двубоя, който се играе веднага след края на срещата на Майнц 05: Кайзерслаутерн – Саарбрюкен.
Следващите години протичат без значими събития за майнцкия клуб. През 1962 г. той се класира за първи път в турнира за Купата на Германия, където губи още в първия кръг от Кьолн с 0:5.
От 1949 г. в клуба се въвежда практиката футболистите да се обвързват с договори и така се гарантира надеждност и постоянство на състава. През същата година се открива и Брухвегщадион.
Единадесеторка на периода
Ото Шедлер – Йозеф Амадори, Алфред Хьофер – Херман Ронде, Ерих Райт, Норберт Либек – Бернхард Крист, Лотар Бухман, Хорст Лебефром, Йозеф Майнхард, Карл-Хайнц Ветих.
Треньор: Хайнц Баас.

### 1963 – 1976: Регионална лига Югозапад, Втора Бундеслига Юг
През 1963 г. се въвежда единното първенство на Германия Първа Бундеслига, за която Майнц 05 не се класира. Вместо това клубът е включен във втородивизионната Регионална лига Югозапад, където се представя на ниво и през първите пет години там завършва веднъж трети и три пъти четвърти. През 1966 г. само 3 точки не стигат на Майнц 05 за първото място. Година по-късно Брухвегщадион записва печален антирекорд: мачът между Майнц 05 и 08 Хомбург е посетен от точно 79 души, тъй като е игран паралелно със срещата на националните отбори на Германия и Югославия, предавана на живо по радиото и телевизията.
Майнц 05 се представя добре и на националната сцена при сезон 1964/65 за Купата на Германия, когато елиминира от надпреварата станалия по-късно шампион Вердер Бремен (1:0 в Майнц) и шампиона 1860 Мюнхен (2:2 сл. прод. в Майнц, 2:1 в Мюнхен). Едва на четвъртфинала „червено-белите“ от Майнц са спрени от Нюрнберг (0:3).
През късните 1960-те Майнц 05 изпада в криза и повече не играе важна роля в югозападната лига. През сезон 1968/69 клубът за малко не изпада от втора дивизия, а през следващата година зимува на третото последно място в дивизията. За да укрепне отборът, ръководството му предлага сливане с още по-зле класирания тим на Вайзенау Майнц, което обаче е отказано от голямото мнозинство на членовете на Вайзенау. В края на сезона Майнц 05 се спасява от изпадане, което не се отдава на другия майнцки отбор.
През 1970 г. започва развитие, завършило три години по-късно с победа в първенството на Югозапада. Тогава 15 футболисти напускат клуба, между които дългогодишният титулярен вратар Курт Планицер, защитникът Хайнц Васерман, пропуснал едва 4 мача на отбора за 6 години, халфовете Карло Щорк и Рихард Клаус, и нападателите Герхард Боп (завърнал се пет и половина години по-късно), Георг Трип и Хорст Клинкхамер. Подмладеният състав завършва кампанията 1970/71 на седмо място, след като започва сезона силно с убедителна победа 6:0 срещу първенеца от миналия сезон Алзенборн, и отново събужда интереса на майнцката футболна публика. След домакинската победа с 4:0 над Айнтрахт Трир местната преса отбелязва, че за първи път след доброто представяне за купата от 1965 г. в града излизат младежи със знамената на Майнц 05. 
Още през 1971 г. клубът се разделя с многообещаващия си треньор Ерих Гебауер, който получава ръководно назначение във франкфуртската гара и не успява да изпълни амбициите си за класиране в Първа Бундеслига. Неговият наследник Бернд Хос продължава развитието на отбора. По това време стоперът Хелмут Мюлгес, единственият останал играч от времената на оберлигата, прекратява своята футболна кариера и започва работа в майнцкия концерн за производство на почистващи препарати „Вернер унд Мерц“, като съдейства за сключването на спонсорски контракт между новия си работодател и бившия си отбор. Така компанията, чрез своята марка „Блендакс“, става първият голям спомоществовател на отбора и спомага за привличането на сравнително известни нови футболисти. Двама от тях са бившият играч на Хамбург Герд Клир, който става общо 4 пъти голмайстор на югозападното първенство, и датският национален играч Торбен Нилсен от ФК Копенхаген. Развитието на отбора отбелязва своя връх на 6 май 1973 г., когато пред около 18 000 зрители Майнц 05 завършва 1:1 с преките си конкуренти от Рьохлинг Фьолклинген и за първи и единствен път си осигурява титлата на германския Югозапад. В последвалия квалификационен кръг за Първа Бундеслига „червено-белите“ завършват на трето място след Фортуна Кьолн и Санкт Паули и така пропускат възможността за изкачване в елитната германска дивизия.
В резултат на доброто си предтавяне в регионалната си лига Майнц 05 са зачислени в новосформираното южно подразделение на Втора Бундеслига от 1974 г. През първите две години отборът завършва на 11 и 12 място от общо 20 участници, а през третата създават прецедент във футболната история на Германия. Тогава майнцкият клуб доброволно напуска втора дивизия поради финансовите си затруднения, въпреки че е отбелязал най-много голове от всички втородивизионни отбори и се е представил сравнително добре на терена. Мястото му е заето от Ян Регенсбург, а примерът на Майнц 05 в следващите години е последван и от други отбори, попаднали в безпаричие. Клубът продължава историята си в третодивизионната Аматьорска лига Югозапад.
Единадесеторка на периода
Курт Планицер – Карло Щорк – Херберт Шелер, Хелмут Мюлгес, Хайнц Васерман – Хорст Шух, Ханс-Юрген Рихтер, Курт Зауер – Херберт Ренер, Герд Клир, Чарли Трип. Треньор: Бернд Хос.

### 1976 – 1988: Аматьорски футбол
В трета дивизия Майнц 05 е един от най-силните отбори, но изпада в сериозни затруднения, след като майнцката финансова служба открива финансови злоупотреби в клуба през 1982 г., а малко след това президентът на отбора Юрген Югхард загива в автомобилна катастрофа близо до Кобленц. По-късно се разкрива, че Югхард е прехвърлял незаконно средства от подчинена нему търговска компания в спортния клуб Майнц 05 и отборът се замесва в голям икономически скандал. Обстоятелствата около смъртта на президента остават неизяснени, а версията по самоубийство не се отхвърля напълно. 
След като новосформирания аматьорски състав завършва на шесто място в слабата трета дивизия през първия си сезон там, Майнц 05 завършва на първото място през 1978 г. и участва в квалификационен кръг за Втора Бундеслига, заедно с ТуШ Нойендорф и Борусия Нойнкирхен. Противниците на „05“ имат доста повече време за почивка преди решителните срещи и това се оказва решаващо в случая, като майнцките играчи не успяват да им се противопоставят.
През 1978 г. новоучредената аматьорска Оберлига включва трите първи отбора от аматьорската югозападна лига и Майнц 05 се нуждае от 3 години, за да я спечели за първи път. Въпреки това те отново не се класират във Втора Бундеслига, поради структурни промени в германските дивизии и решение на Германския футболен съюз първият отбор да не получава повишение през тази година. През 1982 г. Майнц 05 за малко пропуска промоцията в полза на 08 Хомбург, а по това време стават ясни и финансовите злоупотреби. През двете следващи години Майнц 05 завършва на осмо място – най-лошото класиране в престоя им в трета дивизия.
След третото спечелване на трета лига през 1988 г., постигнато с победа над Айнтрахт Трир с 3:2, Майнц 05 най-после се завръща във Втора Бундеслига.
По време на престоя в аматьорските първенства майнцкият отбор печели най-много трофеи в историята си, въпреки че на национално ниво те нямат особено голяма стойност. Във витрината на клуба попадат четири купи на Югозапада, три шампионски трофея на региона и германската аматьорска купа от 1982 г., постигната след победа с 3:0 срещу аматьорите на Вердер Бремен. Освен това факт стават и най-изразителните документирани победи за първенство в клубната история – 10:0 срещу Шпайхер на 31 март 1979 г. и 10:0 срещу Елинген-Бонефелд на 18 май 1980 г.
Единадесеторка на периода
Манфред Пец – Хервард Копенхьофер – Михаел Вокер, Вернер Орф, Ханс Келер – Андре Хойзер, Герхард Боп, Михаел Шумахер, Бернд Мюнх – Карл-Хелмут Мен, Армин Майер. Треньор: Хорст-Дитер Щрих.

### 1988 – 2001: Борба за оставане във Втора Бундеслига
Решаващо значение за бъдещото развитие на Майнц 05 има годишното събрание на клуба на 19 септември 1988 г., когато опозиционна група сваля от ръководния пост Бодо Хертлайн. За нов президент е избран 37-годишният тогава адвокат Харалд Щруц, чийто баща е заемал поста през периода 1951 – 1956 г. Екипът на Щруц и до днес ръководи Майнц 05 в непроменен състав.
Първоначално майнцкият отбор изпитва сериозни трудности и още през първия си сезон във Втора Бундеслига изпада като 18-и в крайното класиране. След това обаче „05“ се завръща ударно във втора лига като изиграва 33 поредни мача без загуба в трета дивизия, преди да дойде първото поражение за сезона в последния кръг на първенството срещу втория Залмрор. Преди да дойде загубата нещата са решени и е ясно, че Майнц 05 се завръща във Втора Бундеслига, при това доста убедително.
През първата година след завръщането на отбора във втора дивизия, Майнц 05 завършва на осмо място и става най-добре представилият се „новак“ в първенството за 1990/91. След края на сезона обаче поради формални нарушения Германският футболен съюз отнема лиценза на отбора и го праща в аматьорските лиги, тъй като клубното ръководство не е посочило изчерпателно и писмено всички свои спонсори. Решението на футболния съюз е обжалвано успешно и майнцкият клуб запава мястото си във Втора Бундеслига, където през следващите години предимно се бори да не изпадне.
Особено драматична е борбата през 1996 г., когато сезонът започва със служебна загуба от Хановер 96. Първоначално двубоят приключва при 2:2, но след това се открива, че авторът на първия гол за „05“ Томас Цимер не е картотекиран по надлежния ред и това води до административната санкция. Началното поражение води след себе си спад в представянето на „червено-белите“ и в първите си осем срещи те имат едва една точка при голова разлика 0:14. Първият гол и първата победа за сезона стават факт едва в деветия кръг при срещата с Ватеншайд 09, когато играчът на отбора от предградието на Бохум Свен Бакхаус първо си отбелязва автогол, а след това причинява и дузпа за крайното 2:0 в полза на противника. Малко преди този двобой е предприета треньорска смяна в Майнц 05, която поставя наставника Волфганг Франк начело на отбора. Той е един от първите специалисти в Германия, които практикуват тактическите прийоми за игра на четирима защитници в линия и зонова защита, като по този начин неговите подопечни футболисти са едни от пионерите на тези така широко използвани способи в модерния футбол.
През пролетния полусезон Майнц 05 печели повече точки от всеки един друг втородивизионен тим, което помага на отбора да излезе от зоната за изпадане за първи път в предпоследния кръг на сезона, а той завършва единадесети в крайното класиране. Решителната среща за спасение се играе срещу Бохум пред повече от 10 хил. зрители на Брухвегщадион, като за първи път от 23 години толкова хора посещават домакинска среща на отбора. Куриоз се получава няколко кръга преди това: при гостуването на Нюрнберг Майнц 05 остава с девет футболисти в 81-вата минута на мача, като на вратата също пази полеви играч. Въпреки това нападателят Свен Деманд вкарва победно попадение за гостите малко преди края срещу играещите с човек повече и „истински“ вратар „франки“.
През следващия сезон Майнц 05 за първи път от 1973 г. получават шанс да се класират в Първа Бундеслига, но в последния кръг надеждите на футболистите са погребани след драматична загуба с 4:5 от преките конкуренти за промоция Волфсбург. При победа „червено-белите“ са щели да се класират в германския елит.
Следва дълъг период на борба за оставане във Втора Бундеслига, чиято кулминация се постига на 15 май 2000 г., когато под ръководството на временния наставник Дирк Каркут Майнц 05 открадва 3 точки на втория в класирането Бохум след явно дефанзивна тактика. Ключова фигура в двубоя е защитникът Торстен Либеркнехт, който е персонален пазач на бохумския плеймейкър Йълдърай Баштюрк, и прави „мача на живота си“.
Единадесеторка на периода
Щефан Кунерт – Юрген Клоп, Михаел Мюлер, Петер Нойщедтер, Щефен Херцбергер – Гуидо Шефер, Юрген Крамни, Фабрицио Хайер, Кристиан Хок – Абдеррахим Уакили, Свен Деманд. Треньор: Волфганг Франк.

### 2001 „Ерата Клоп“ и след това
По време на карнавала в Майнц през 2001 г. се взема едно от най-важните решения в най-новата история на клуба. Отборът отново се намира в опасност от изпадане и наставникът Екхард Краутцун е освободен. За негов заместник е назначен контузеният футболист на Майнц 05 Юрген Клоп, под чието ръководство тимът печели 19 точки от 7 мача и така си гарантира оставането в дивизията.
Сезон 2001/02 е един от най-успешните за Майнц 05 в професионалния футбол. Майнцкият клуб става есенен първенец на Втора Бундеслига след силен старт в първенството и преди последния кръг има две точки аванс пред четвъртия в класирането. Въпреки това отборът не се класира в Първа Бундеслига след като се проваля в последната си среща. И до днес с тогавашното постижение от 64 точки, Майнц 05 е отборът с най-висок точков актив, който не успява да постигне промоция в елита.
През следващия сезон Майнц 05 отново пропуска класирането в Първа Бундеслига при драматични обстоятелства. Въпреки че не доминира първенството както предходната година, майнцкият отбор е на секунди от класиране в първа дивизия след победата си в последния кръг над Айнтрахт Брауншвайг с 4:1. В последния момент на срещата на конкурентите за промоция Айнтрахт Франкфурт пада гол и франкфуртци печелят с 6:3 срещу Ройтлинген. Така благодарение на един-единствен гол в повече „Дивата от Майн“ получава право да играе в Първа Бундеслига от следващия сезон за сметка на „карнавалния отбор“ от Рейн. Със своите 20 гола нападателят на „05“ Андрий Воронин получава званието „голмайстор на Втора Бундеслига“ и е първият футболист от Майнц с такова отличие.
През сезон 2003/04 Майнц 05 рядко попада в челните места на класирането, но след силна серия от победи в края на сезона успява да завърши на трето място и така да се класира в Първа Бундеслига. За това помага и загубата на конкурента Алемания Аахен с 0:1 от Карлсруе и победата на майнцкия отбор с 3:0 над Айнтрахт Трир. Интересното е, че два от головете за победата отбелязва Маркус Турк, който подписва предварителен договор с втородивизионния отбор Енерги Котбус и така сам се лишава от участие в германската елитна дивизия.
През този сезон Майнц 05 подобрява и друг рекорд на Втора Бундеслига – със своите 54 точки той е най-слабо представилият се отбор, класирал се в първа дивизия. Освен това с класирането си „червено-белите“ стават първият отбор от регион Рейн-Майн, който се състезава в по-горна дивизия от местния доминант Айнтрахт Франкфурт, изпаднал през същата година във втора лига.
Преди началото на първия сезон в елита, Майнц 05 са смятани за кандидат за изпадане поради своета неопитност в дивизията, но тези прогнози не се сбъдват. Въпреки загубата в първия мач от Щутгарт с 2:4, майнцките футболисти бързо се адаптират с новите условия и заиграват на равностойно ниво. Вторият мач е спечелен с 2:1 над Хамбург след обрат от 0:1 и това слага начало на серия от 7 срещи без загуба. Други престижни победи през сезона са постигнати срещу действащия шампион на Германия Вердер Бремен с 2:1, участника в Шампионската лига Байер Леверкузен с 2:0 и водача в класирането Шалке 04 с 2:1, навръх 100-годишния юбилей на „кралскосините“. Нещо повече – в 11-и кръг Майнц 05 дори за кратко е временен водач в таблицата, а сезонът е завършен на единайсетото място като най-добре представил се „новак“ в Първа Бундеслига за годината.
Успешната кампания получава още една „украса“ – Майнц 05 става най-спортсменският отбор в първенството и като такъв получава право да участва в турнира за Купата на УЕФА от следващия сезон след жребий, теглен от Европейската футболна федерация. Това е и първото участие в европейски клубен турнир в историята на клуба. След победи над носителите на арменската купа МИКА Ащарак (4:0, 0:0) и на исландската купа ФК Кеплавик (2:0, 2:0) майнцкият отбор среща испанския гранд Севиля. След скучно 0:0 в Испания, севилци печелят гостуването си, играно на франкфуртския Комерцбанк-Арена, с 2:0 и по-късно вземат купата в този турнир. За първенство Майнц 05 преодолява слабия си старт от 5 загуби и отново завършва сезона на единайсетото място.
В лицето на Мануел Фридрих, за първи път футболист от отбора играе с националната фланелка на Германия. Това става малко след Световното първенство в Германия през 2006 г.
Подготовката за сезон 2006/07 протича по начин, който не обещава нищо добро: важните офанзивни футболисти Михаел Турк, Бенямин Ауер, Мохамед Зидан и Антонио Да Силва напускат отбора, а на тяхно място ръководството се опитва да върне Андрий Воронин, но този опит се проваля в последния момент. Контролата преди началото на шампионата е загубена с 0:5 от английския Ливърпул, но въпреки лошите предпоставки тимът на „05“ започва първенството на Германия с победа. Тя се оказва обаче по скоро изключение и след няколко кръга отборът пада в дъното на класирането.
През зимния трансферен период в отбора са привлечени няколко футболисти, между които и Леон Андреасен и Мохамед Зидан от Вердер Бремен, които бързо се интегрират в тима. Новите попълнения носят важен импулс в представянето на Майнц 05 и отборът се опитва да се стабилизира в горната част на втората половина на класирането. След 29 кръга обаче успешната серия приключва и „червено-белите“ отново са под линията за изпадане. Участието на тима във Втора Бундеслига от следващия сезон става сигурно след предпоследния кръг и така 3-годишният престой в Първа Бундеслига идва към своя край.
Майнц 05 не успява да се завърне директно в първа дивизия през следващата година, финиширайки на четвъртото място във втора лига, и успешният наставник Юрген Клоп напуска клуба, за да продължи кариерата си в Борусия Дортмунд. При неговото сбогуване с Майнц на стадиона идват 15 хил. фенове, което показва огромното уважение на местната футболна общественост. Клоп е заместен от норвежеца Йорн Андерсен, който успява да наложи успешен стил на игра и класира отбора отново в Първа Бундеслига като втори от втора дивизия след решителна победа над Рот-Вайс Оберхаузен с 4:0 на 24 май 2009 г.
Въпреки успешната си тактика Андерсен няма подобни успехи при общуването си с ръководителите на клуба и постепенно взаимоотношенията между наставник, от една страна, футболисти, от втора, и президент и мениджър, от трета, се влошават в крайна степен. Плод на неразбирателството между тях е ранното отпадане за Купата на Германия през август 2009 г. от четвърторазредния Любек и на 3 август треньорът е уволнен и заменен от успешния юношески наставник Томас Тухел. В случая Майнц 05 чупи още един рекорд в германския футбол – клубът уволнява треньора си преди да е изиграл дори една минута в първенството. Директорът на Майнц 05 Кристиан Хайдел обосновава освобождаването като резултат на различните виждания между норвежеца и ръководството. Този противоречив ход е успешен и след 8. кръг на сезон 2009/10 Майнц 05 е на шестото място в класирането на Първа Бундеслига след победи над Бохум, Херта Берлин, Хофенхайм и сензационното 2:1 над рекордния германски шампион Байерн Мюнхен.
Важни срещи от този период
Един от най-добрите мачове в историята на клуба е победата с 2:1 над Шалке 04 на 20 март 2005 г. Това става четири дни след официалните празненства за 100-годишнината на гелзенкирхенския клуб, който освен това и води в класирането на първа дивизия. Малко преди мача в телевизионно интервю изпълнителният директор на „кралскосините“ Руди Асауер внася напрежение между двата клуба като заявява, че Шалке смята да преразгледа трансферното споразумение за Мимун Азауа, дошъл при „миньорите“ от Майнц. Ощо докато трае хореографията на запалянковците на Майнц 05 по трибуните на Брухвегщадион Фабиан Гербер открива резултата в 20-ата секунда на мача за 1:0 в полза на „червено-белите“. Бразилецът Линколн изравнява от дузпа в 70-ата минута, но Михаел Турк девет минути по-късно носи победата на „05“ и сваля Шалке 04 от челото в таблицата.
Напрегната е атмосферата и преди двубоя между Майнц 05 и Бохум през сезон 2004/05. Треньорът на бохумци Петер Нойрурер обявява срещата за решаваща за бъдещото участие на отбора му в Първа Бундеслига и в своя ексцентричен стил предвещава сигурна загуба на „червено-белите“. Те обаче, водени от отлично игралия Антонио Да Силва, разгромяват рурския отбор в Бохум с 6:2 и си осигуряват оставането в дивизията за сметка на своите домакини. Да Силва вкарва един гол, подава за други два и участва при отбелязването на останалите попадения. Особено неприятно е чувството у привържениците на Бохум, чието клубно списание прогнозира точно 6:2 преди срещата, но в полза на своите.
Не толкова атрактивно преминава победата с 2:0 на Майнц 05 над дългогодишните местни съперници от Кайзерслаутерн с 2:0 на 21 септември 2005 г., но значението на резултата е също толкова важно. Това е първата победа „05“ на Фриц-Валтер-Щадион след 3 равни и 20 загуби на този стадион.
В третия кръг на сезон 2009/10 Майнц 05 сензационно надиграва и побеждава „баварския колос“ Байерн Мюнхен. След много силна игра футболистите на Томас Тухел водят с 2:0 на почивката, а след нея успешно удържат натиска на Байерн и печелят с 2:1, като важен дял за победата има резервният вратар Хайнц Мюлер.
Единадесеторка на периода
Димо Вахе – Роберт Николич, Мануел Фридрих, Николче Новески, Марко Розе – Фабиан Гербер, Кристоф Бабац, Антонио Да Силва – Михаел Турк, Бенямин Ауер, Андрий Воронин. Треньор: Юрген Клоп.

### Майнц 05 в турнира за Купата на Германия
В турнира за Купата на Германия Майнц 05 няма значими постижения. През сезони 1964/65, 1999/00 и 2005/06 отборът достига до четвъртфинал в надпреварата и на два пъти (1999 и 2006 г.) е елиминиран от Байерн Мюнхен в Бавария, като във втория случай това става в продълженията на срещата. През сезон 2008/09 за първи път клубът достига до полуфинал след победа с 1:0 на четвъртфинала срещу Шалке 04.
През 1965 г. майнцкият отбор губи у дома от Нюрнберг с 0:3, но поставя клубен рекорд за най-висока посещаемост на Брухвегщадион – 24 000 зрители. Преди да отпадне от „франките“ Майнц 05 отстранява бъдещия шампион на Германия Вердер Бремен (1:0 в Майнц) и бъдещия първенец 1860 Мюнхен (2:2 сл. прод. в Майнц, 2:1 в Мюнхен). До следващото си участие в турнира „черено-белите“ трябва да чакат цели 8 години. През 1973 г. те отново са елиминирани от ФК Нюрнберг|Нюрнберг, но този път с 1:4.
От 1973 г. до класирането във Втора Бундеслига, което гарантира участие на Майнц 05 в състезанието, „05“ редовно достига до участие за Купата на Германия, но никога не преодолява втория кръг. Най-добрите постижения на тогавашния третодивизионен отбор са минимална загуба с 0:1 от бъдещия шампион Щутгарт през 1983 г., загуба от първодивизионния Шалке 04 с 3:6 сл. прод. през 1982 г., като майнцкия отбор обръща мача след като изостава с 0:2 и води до 106. минута с 3:2, както и реванш срещу „миньорите“ с 1:0 през сезон 1986/87.
Първият по-сериозен пробив в турнира след 1965 г. Майнц 05 записва през 1994 г., когато в първия кръг побеждава минимално аматьорите на Вердер Бремен. След това „червено-белите“ побеждават с 2:0 първодивизионния Дуисбург и отпадат на осминафинала от Борусия Мьонхенгладбах. „05“ повеждат с 1:0, но „жребчетата“ обръщат до 2:5. 2 гола в интервал от 2 минути водят нещата до 4:5, а след няколко пропуска пред вратата на гостите от Долен Рейн Щефан Ефенберг бележи за крайното 6:4 за гладбахци, които в крайна сметка печелят турнира.
През сезон 1999/00 Майнц 05 преодолява Хале 96 с 2:1 в първия кръг за Купата на Германия, а след това се справя и с първодивизионния Хамбург (2:0). Следва участващия в Шампионската лига столичен отбор Херта Берлин, който е победен с 2:1 след продължения, въпреки че майнцкият клуб доиграва срещата с 9 души след втори жълт картон на Юрген Клоп и червен на Марсио Родригеш. В четвъртфинала на състезанието „червено-белите“ отпадат като гости на Байерн Мюнхен, когато мачът между двата тима се играе при -15 градуса на Олимпийския стадион в Мюнхен.
Две години по-късно Майнц 05 побеждава за последен път традиционно неудобния си противник Гройтер Фюрт във втория рунд на турнира за Купата на Германия с 3:2, но на осминафинала е отстранен от Кайзерслаутерн с 2:3, въпреки че проиграва изгодни възможности да изравни резултата от 0:3.
През 2005 г. „карнавалният отбор“ достига четвъртфиналите на турнира за трети път в историята си. По пътя си към последните 8 отбора в състезанието майнци отстраняват Оснабрюк и Кайзерслаутерн след изпълнение на дузпи, чийто елемент от играта е слабо място на Майнц 05 в исторически план. След двубоя с Кайзерслаутерн (отбор)|Кайзерслаутерн в продължение на няколко седмици „червените дяволи“ обжалват пред две инстанции на германския спортен съд съдийското решение да не се зачете като гол дузпата на Феридон Занди, при която топката се удря в горната греда и отскача от голлинията. Протестите на пфалцкия тим все пак са отхвърлени, тъй като не успява да се докаже със сигурност дали топката е влязла с целия си обем в противниковата врата. На четвърфиналното ниво от надпреварата Майнц 05 среща баварския гранд Байерн Мюнхен и успява да поведе в резултата, но мюнхенци успяват да изравнят малко преди края на редовното време. В крайна сметка Байерн отново се налага с 2:3.
За първи път в историята на червено-белия клуб Майнц 05 достига полуфинал за Купата на Германия през 2009 г. След победи над Бабелсберг 03, Кьолн, Фрайбург и Шалке 04 той губи от Байер Леверкузен с 1:4 след продължения. През сезон 2009/10 Майнц 05 е елиминиран още в първия кръг на турнира от четвъртодивизионния Любек, което води до уволнението на треньора Йорн Андерсен.

## Успехи

### Първенства
- Първенец на Хесен и участник във финалния кръг за определяне на шампион на Южна Германия: 1920, 1926, 1932, 1933;
- Югозападен първенец и участник в баражите за влизане в Първа Бундеслига: 1973;
- Югозападен първенец и участник в баражите за Втора Бундеслига: 1978, 1988, 1990;
- Югозападен първенец: 1981;
- Шампион за аматьори: 1982;
- Шампион на Германия за юноши старша възраст: 2009;

### Класирания
- Класиране в Окръжната лига (тогавашна трета дивизия): 1925;
- Класиране във Втора Бундеслига: 1988, 1990;
- Класиране в Първа Бундеслига: 2004, 2009;

### Турнирни състезания
- Носител на Купата на Югозапада: 1962, 1965, 1974, 1979, 1980, 1982 и 1986;
- Участие в турнира за Купата на УЕФА: 2005;
- Полуфинал за Купата на Германия: 2008/09.

### Майнц 05 в Европа
- Кв.1 = Първи квалификационен кръг
- Кв.2 = Втори квалификационен кръг
- 1. Кр. = Първи кръг

| Сезон   | Турнир       | Кръг   | Страна | Клуб        | Резултат     |
| ------- | ------------ | ------ | ------ | ----------- | ------------ |
| 2005/06 | Купа на УЕФА | Кв.1   |        | МИКА Ащарак | 4 – 0, 0 – 0 |
|         |              | Кв.2   |        | ФК Кеплавик | 2 – 0, 2 – 0 |
|         |              | 1. Кр. |        | Севиля      | 0 – 0, 0 – 2 |

### Дивизии, в които отборът играе
| - До 1914: различни регионални дивизии; - 1914 – 19: клубът не се състезава; - 1919 – 23: Окръжна лига Райн/Хесен/Висбаден (първодивизионни); - 1923 – 25: Окръжна лига Райн/Нае (втородивизионна); - 1925 – 33: Областна лига Хесен/Райнхесен-Саар (първодивизионна); - 1933/34: Гаулига Югозапад (първодивизионна); - 1934 – 44: различни долнодивизионни лиги; - 1944/45: клубът на се състезава; - 1945 – 63: Оберлига Югозапад (първодивизионна) | - 1963 – 74: Регионална лига Югозапад (втородивизионна) - 1974 – 76: Втора Бундеслига Юг (втородивизионна) - 1976 – 78: Аматьорска лига Югозапад (третодивизионна) - 1978 – 88: Оберлига Югозапад (третодивизионна) - 1988/89: Втора Бундеслига (втородивизионна) - 1989/90: Оберлига Югозапад (третодивизионна) - 1990 – 04: Втора Бундеслига (втородивизионна) - 2004 – 07: Първа Бундеслига (първодивизионна) - 2007 – 09: Втора Бундеслига (втородивизионна) - От 2009: Първа Бундеслига (първодивизионна) |

### Рекордни срещи
- Най-изразителни домакински победи: 7:1 срещу Франкфурт (Втора Бундеслига 1994/95),6:1 срещу Падерборн 07 (Втора Бундеслига 2007/08), 6:1 срещу ФШФ Франкфурт|Франкфурт (Втора Бундеслига 1975/76), 5:0 срещу Веен Висбаден (Втора Бундеслига 2008/09), 5:0 срещу Фрайбург (Първа Бундеслига 2004/05), 5:0 срещу Кемниц (Втора Бундеслига 1999/00), 5:0 срещу Карл Цайс Йена (Втора Бундеслига 1997/98), 5:1 срещу Санкт Паули (Втора Бундеслига 2007/08), 5:1 срещу Волфсбург (Първа Бундеслига 2005/06), 5:1 срещу Любек (Втора Бундеслига 2002/03), 5:1 срещу Ел Ер Аален (Втора Бундеслига 2001/02);
- Най-изразителни победи като гост: 5:0 срещу Рот-Вайс Ерфурт (Втора Бундеслига 1991/92), 6:2 срещу Бохум (Първа Бундеслига 2004/05), 5:1 срещу Валдхоф Манхайм (Втора Бундеслига 2002/03), 5:2 срещу Фау Еф Ер Манхайм (Втора Бундеслига 1974/75), 4:1 срещу Франкфурт (Втора Бундеслига 2008/09), 4:1 срещу Любек (Втора Бундеслига 2003/04), 4:1 срещу Айнтрахт Брауншвайг (Втора Бундеслига 2002/03), 4:1 срещу Кьолн (Втора Бундеслига 2002/03), 4:1 срещу Санкт Паули (Втора Бундеслига 2002/03), 4:1 срещу Ел Ер Аален (Втора Бундеслига 2001/02), 4:1 срещу Карлсруе (Втора Бундеслига 2001/02);
- Най-изразителни домакински загуби: 1:6 срещу Вердер Бремем (Първа Бундеслига 2006/07), 1:6 срещу Мепен (Втора Бундеслига 1988/89), 0:4 срещу Байерн Мюнхен (Първа Бундеслига 2006/07), 1:5 срещу Фюрт (Втора Бундеслига 1975/76), 3:7 срещу Нюрнберг (Втора Бундеслига 1975/76), 0:3 срещу Инголщат 04 (Втора Бундеслига 2008/09), 0:3 срещу Шалке 04 (Първа Бундеслига 2006/07), 0:3 срещу Херта Берлин (Първа Бундеслига 2004/05), 0:3 срещу Улм 1846 (Втора Бундеслига 2000/01), 0:3 срещу Тенис Борусия Берлин (Втора Бундеслига 1998/99), 0:3 срещу Лайпцих (Втора Бундеслига 1994/95);
- Най-изразителни загуби като гост: 0:7 срещу Дармщат 98 (Втора Бундеслига 1988/89), 0:6 срещу Айнтрахт Брауншвайг (Втора Бундеслига 1992/93), 1:7 срещу 08 Хомбург (Втора Бундеслига 1975/76), 1:7 срещу Франкфурт (Втора Бундеслига 1975/76), 0:5 срещу Херта Берлин (Втора Бундеслига 1993/94), 1:6 срещу Борусия Мьонхенгладбах (Втора Бундеслига 1999/00), 1:6 срещу Гютерсло (Втора Бундеслига 1998/99), 1:6 срещу Карл Цайс Йена (Втора Бундеслига 1995/96), 0:4 срещу Шалке 04 (Първа Бундеслига 2006/07), 0:4 срещу Валдхоф Манхайм (Втора Бундеслига 2000/01).

## Професионален отбор за сезон 2015/2016
| №  | Пост | Играч                              |
| -- | ---- | ---------------------------------- |
| 1  | В    | Лорис Кариус                       |
| 2  | З    | Джулио Донати                      |
| 3  | З    | Леон Балогун                       |
| 5  | З    | Енрике Серено                      |
| 6  | Х    | Дани Латца                         |
| 7  | З    | Пиер Бенгтсон                      |
| 8  | Х    | Кристоф Мориц                      |
| 9  | Н    | Йошинори Муто                      |
| 10 | Х    | Юнус Мали                          |
| 11 | Н    | Емил Бергрен                       |
| 14 | Х    | Юлиян Баумгартлингер               |
| 15 | Н    | Джон Кордоба (под наем от Гранада) |
| 16 | З    | Стефан Бел                         |
| 17 | Х    | Джайро                             |
| 18 | З    | Даниел Бросински                   |

| №  | Пост | Играч                                   |
| -- | ---- | --------------------------------------- |
| 19 | Х    | Елкин Сото                              |
| 20 | Х    | Фабиан Фрай                             |
| 21 | Н    | Карим Онисиво                           |
| 23 | В    | Джанлука Курчи                          |
| 24 | З    | Гаетан Бусман                           |
| 26 | З    | Нико Бунгерт                            |
| 27 | Х    | Кристиян Клеменс (под наем от Шалке 04) |
| 29 | Н    | Дейвънт Паркър                          |
| 30 | Х    | Патрик Пфлюке                           |
| 32 | Н    | Пауло Де Бласис                         |
| 33 | В    | Яник Худ                                |
| 42 | З    | Александър Хак                          |
| 45 | Х    | Суат Сердар                             |
| 47 | Х    | Филип Клеман                            |

### Аматьорски отбор
В историята на Майнц 05 има два втори отбора.
Първият от тези отбори се класира през 1956 г. от райнхесенската А-група във Втора Аматьорска лига, която за времето си е трета непрофесионална дивизия на Германия. Година по-късно съставът са изкачва в Първа Аматьорска лига. Възходът обаче не продължава дълго – само две години след последното си класиране вторият отбор на Майнц 05 се завръща там, откъдето е тръгнал – райнхесенската А-група. От 1964 г. вторият тим изпада в Б-групата, която е пета аматьорска дивизия, а няколко години по-късно е разформирован.
През 1992 г. вторият отбор на Майнц 05 отново съществува, благодарение на станалия по-късно изпълнителен директор на професионалния отбор Кристиан Хайдел. След начало в най-ниската възможна дивизия аматьорите печелят първенството, в което участват през първите 4 години, като първия път дори не губят точка. Така през 1997 г. те са вече част от Окръжна лига Югозапад, където след трето място през 1998 г., печелят дивизията през следващата година и се изкачват в Оберлига Югозапад.
В новото първенство аматьорите на Майнц 05 отново са един от най-силните отбори и след четвърто, седмо и второ място през следващите сезони, те се класират в третодивизионната Регионална лига през 2003 г., където успяват да се задържат през първия си сезон. Така през юбилейната 2005 г. професионалният отбор и юношеските формации на Майнц 05 играят в германските елитни първенства, а вторият отбор на клуба се намира в най-високото възможно ниво на германския футбол. Така или иначе този възход не трае дълго, защото в края на сезона аматьорите и юношите старша възраст изпадат.
Тренираният от бившия футболист на „червено-белите“ Петер Нойщедтер втори отбор на Майнц 05 печели югозападната купа пет последователни пъти между 2001 и 2005 г. и се класира в Регионална лига Запад през сезон 2007/08. В турнира за Купата на Германия аматьорите два пъти стигат до изпълнение на дузпи в първия кръг на състезанието срещу Борусия Мьонхенгладбах (2:4 през 2001 г.) и Карлсруе (3:4 през 2003 г.), но никога не успяват да продължат до втория кръг.
| №             |         | Играч              | Рождена дата      | В отбора от | См      | Кг      | Мач.    | Гол.    | Предишни клубове                                                                            |
| Вратари       | Вратари | Вратари            | Вратари           | Вратари     | Вратари | Вратари | Вратари | Вратари | Вратари                                                                                     |
| ------------- | ------- | ------------------ | ----------------- | ----------- | ------- | ------- | ------- | ------- | ------------------------------------------------------------------------------------------- |
| -             |         | Щефан Щайгервалд   | 28 декември 1988  | 2008        | 187     | -       | -       | -       | Кайзерслаутерн, Кикерс Офенбах, Виктория Ашафенбург                                         |
| -             |         | Волкан Текин       | 21 април 1990     | 2003        | -       | -       | -       | -       | Шварц-Вайс Висбаден                                                                         |
| Защитници     |         |                    |                   |             |         |         |         |         |                                                                                             |
| -             |         | Тим Флес           | 7 септември 1990  | 2007        | -       | -       | -       | -       | Айнтрахт Франкфурт                                                                          |
| -             |         | Хасан-Али Кълдъръм | 9 декември 1989   | 2009        | 183     | 74      | -       | -       | Кайзерслаутерн, Кобленц                                                                     |
| -             |         | Бенямин Кесел      | 1 октомври 1987   | 2008        | -       | -       | -       | -       | Вормация Вормс, Кайзерслаутерн, Хасия Бинген                                                |
| -             |         | Юрий Краузе        | 28 май 1984       | 2007        | 183     | 74      | -       | -       | Веен Висбаден, Доцхайм                                                                      |
| -             |         | Зебастиан Марковиц | 13 март 1989      | 1999        | -       | -       | -       | -       | Клайн-Винтернхайм                                                                           |
| -             |         | Кристиан Телх      | 9 януари 1988     | 1999        | 183     | 81      | -       | -       | Армсхайм                                                                                    |
| Полузащитници |         |                    |                   |             |         |         |         |         |                                                                                             |
| -             |         | Пиеро Адрагна      | 21 септември 1988 | 2008        | -       | -       | -       | -       | Хасия Бинген, Кайзерслаутерн                                                                |
| -             |         | Алекс Елиът        | 24 април 1987     | 2008        | 173     | 73      | -       | -       | Шпортфройнде Зиген, Юнивърсити Портланд                                                     |
| -             |         | Константин Фринг   | 8 януари 1990     | 2004        | -       | -       | -       | -       | Хасия Бинген                                                                                |
| -             |         | Кристиан Грим      | 4 февруари 1987   | 2008        | -       | -       | -       | -       | Фусгьонхайм                                                                                 |
| -             |         | Щефен Крьонер      | 3 август 1989     | 2009        | 186     | -       | -       | -       | Ройтлинген, Щутгарт, Ройтлинген (отбор)\|Ройтлинген, Щутгартер Кикерс, Кирххайм/Тек, Вернау |
| -             |         | Марко Таутенхан    | 19 юни 1985       | 2005        | 187     | 81      | -       | -       | Гонзенхайм                                                                                  |
| Нападатели    |         |                    |                   |             |         |         |         |         |                                                                                             |
| -             |         | Хайбар Амани       | 10 март 1982      | 2004        | -       | -       | -       | -       | Кикерс Офенбах, Айнтрахт Франкфурт                                                          |
| -             |         | Марко де Мария     | 23 април 1988     | 2006        | -       | -       | -       | -       | Кикерс Офенбах                                                                              |
| -             |         | Адриано Грималди   | 5 април 1991      | 2009        | 188     | -       | -       | -       | Заксен Лайпцих, Веенде, Хановер 96, Веенде, Николаусберг                                    |
| -             |         | Робин Мертиниц     | 19 април 1990     | 2006        | -       | -       | -       | -       | Айнтрахт Трир                                                                               |

#### Успехи
- Първенец на Югозапада и класиране в Регионалната лига: 2003;
- Носител на Купата на Югозапада: 2001, 2002, 2003, 2004 и 2005;
- Класиране в Регионална лига Запад: 2008.

### Младежка академия
Юношеската школа на клуба се смята за част от „Голямата тройка“ на Югозапада, заедно с тези на Кайзерслаутерн и Саарбрюкен.
Юношите старша възраст на Майнц 05 стават югозападни шампиони през сезон 1997/98, а през 2003 г. са съоснователи на Бундеслигата до 19 г., от която изпадат след две години. През 2006 г. те се завръщат в бундеслигата до 19 г. след победи в баража над юношите на Кикерс Офенбах (5:0 и 2:1). Там отборът се утвърждава като един от най-силните и през сезон 2006/07 малко не достига за участие във финалната фаза за определяне на шампиона. Големият успех на юношите идва през сезон 2008/09, когато под ръководството на треньора Томас Тухел отборът е вицешампион на юношеската Бундеслига Юг/Югозапад след Фрайбург и се класира за финалния турнир на първенството. Там след победи над Вердер Бремен и Борусия Дортмунд тимът триумфира с титлата на Германия за футболисти до 19 г.
Юношите младша възраст, под ръководството на Вили Льор и от март 2005 г. на Щефан Хофман, стават югозападни шампиони през 2004 и 2005 г., като изпреварват връстниците си от Кайзерслаутерн. В четвъртфинал за първенство на Германия през 2004 г. те са отстранени от бъдещите шампиони Щутгарт (със Сами Кедира в състава си) след две загуби. През следващата година по-младите юноши на Майнц 05 срещат Борусия Дортмунд в елиминациите за излъчване на първенеца на страната и въпреки че губят първата среща с 0:3, те побеждават в реванша със същия резултат, но губят при изпълнението на дузпи със 7:8 от водените от Нури Шахин западновестфалци. За сезон 2007/08 юношите младша възраст на Майнц 05 се класират за новоучредената германска Бундеслига до 17 г.
Младежката школа на майнцкия отбор създава фътболистите от Първа Бундеслига Мимун Азауа, Алекс Брумер, Кристиан Демиртас, Франко Фода, Мануел Фридрих, Фабрицио Хайер, Маркус Кройц, Дамир Вранчич и Марио Вранчич. Тъй като клубът Майнц 05 не е в състояние да осигури отделно игрище на юношеските си формации поради запазените съоръжения за първия и втория си отбор, юношеските отбори на „05“ играят срещите си на стадиони в близките до Майнц градове Нидер-Олм и Алцай.
Преди успехите на младите футболисти на „червено-белите“ през новия век, връх на постиженията се регистрира през периода 1976 – 1978 г., когато всички младежки формации са първенци на своята възраст в германския Югозапад, а юношите старша и младша възраст достигат до полуфинал за първенство на Германия. По-възрастните юноши побеждават с 4:1 Дуисбург през 1977 г., но губят реванша на дуисбургския Ведаущадион с 0:4 пред 22 000 зрители. Юношите младша възраст стават трети в Германия през 1977 и 1978 г., като и през двете години са победени на полуфинала от Шалке 04 с 2:5 и 1:2. В срещата за третото място младите юноши побеждават връстниците си от Херта Берлин и Айнтрахт Франкфурт. Тогава треньор на „старшата възраст“ е Хайнц Хинкел, който през 1979 г. отива в Кайзерслаутерн, където работи като младежки координатор и взема със себе си много перспективни футболисти. Треньор на „младшата възраст“ е Удо Хертлайн. Мачовете на младите футболисти са се играели на игрището от сгурия, намиращо се до Брухвегщадион пред около хиляда зрители.

### Ръководство
Президент на Майнц 05 от 1988 г. е Харалд Щруц. Негови вицепрезиденти са Петер Аренс, Юрген Дьоц и Карл-Хайнц Елзесер, а другите членове на ръководството са ковчежникът Фридхелм Андрес, отговорниците за младежките отбори Хуберт Фридрих, Бернхард Гайтел, Манфред Тьоне и изпълнителният директор Кристиан Хайдел.

## Клубна среда на Майнц 05
В продължение на почти век противниковите фенове скандират: „Вие сте само един карнавален отбор“, когато техните отбори играят с Майнц 05. Така те се опитват да сломят духа и да подценят стойността и качествата на „червено-белите“, подчертавайки, че традиционно Майнц е административен център, като столица на федералната провинция Райнланд-Пфалц, исторически град, като един от най-старите в Германия, културен център, като карнавално средище в началото на годината; но никога не е имал богати футболни традиции. Обичайното пренебрежение към „05“ е използвано от клубното ръководство по интересен начин, за да се създаде обществен образ на отбора като „карнавален отбор“ – отбор, който играе с настроение и дори когато губи, това не е чак толкова лошо.

### Стадион
От октомври 1938 г. Майнц 05 играе домакинствата си на Брухвегщадион. Чисто футболният стадион се намира в близост до Майнцкия университет и разполага с около 20 300 места, повечето от които са покрити. Седалките са 10 400. Към стадиона е изградено тренировъчно игрище с изкуствена трева, както и още няколко терена с различна настилка.
Клубът изгражда нов клубен стадион, който е предвиден да побира 33 500 зрители и по този начин да носи по-високи приходи в касата. Строежът е наложен от невъзможността Брухвегщадион да се реконструира поради ограниченото пространство около него. Новата арена ще се намира на около 2 км от днешния стадион и официалният проект е представен на 3 юни 2009 г. Според ръководството на Майнц 05 новата Кофейс-Арена ще е готова за пролетния полусезон на 2010/11, като разходите за построяването ѝ възлизат на около 45 милиона евро плюс допълнителни 15 милиона по допълнителни и завършителни работи. 
Преди да заиграят на Брухвегщадион, футболистите на Майнц 05 провеждат мачовете си на разположеното на 500 метра южно от днешния стадион игрище Шпортплац ам Форт Бинген, открито през 1920 г. с мача срещу Вашаш Будапеща пред 5000 зрители.
След всеки домакински гол на майнцкия клуб на стадиона звучи „Нархалски марш“.

### Приятелства и съперничества
Първите големи съперници на Майнц 05 са регионалните конкуренти. Преди Втората световна война това са Вайзенау и Веен Висбаден. Майнци губят всичките си гостувания на висбаденци в периода 1925 – 1934 г., но на своя ред в домакинствата си срещу тях изпускат да спечелят едва 4 точки.
Враждата с Вормация Вормс се засилва при ожесточената борба за райнхесенското първенство сезон 1926/27. Майнц завършват първи през 1926 г., а след това четири първенства подред на първото място са Вормация. Днес това съперничество се поддържа в Регионалната лига Запад, където участват аматьорите на Майнц 05 и първият отбор на Вормация Вормс. По-скоро приятелска надпевара се заражда през 80-те години на ХХ век с хесенския отбор Кастел 06, а мачовете между тези два тима привличат многобройна публика.
През годините във втора дивизия се формират остри съперничества с Дармщат 98, Валдхоф Манхайм и Саарбрюкен, но днес те избледняват след продължителен период без взаимни двубои. Към момента най-яростни са съперничествата с Айнтрахт Франкфурт и Кайзерслаутерн, формирали се в последните години.
След 4:6 в мач за Купата на Германия на 25 октомври 1994 г. с Борусия Мьонхенгладбах, между привържениците на двата отбора се зараждат приятелски отношения, които с годините избледняват и днес се поддържат само от отделни фенове. Не особено разпространена е и дружбата с Кобленц, датираща още от времената на съвместното участие в обща оберлига.

## Личности от историята на клуба

### Бивши известни футболисти
- Сирус Динмохамади
- Мануел Фридрих
- Юрген Клоп
- Емил Костадинов
- Мохамед Зидан
- Андрий Воронин
- Мимун Азауа
- Мариус Никулае
- Маркус Фойлнер
- Конър Кейси
- Тони Секулич
- Леон Андреасен
- Ча Ду-Ри
- Антонио Да Силва

### Бивши треньори
|  | Име               | Период         |
|  | ----------------- | -------------- |
|  | Тибор Хесер       | 1926/1927      |
|  | Етууд             | 1928/1929      |
|  | Юлиус Ец          | 1929/1930      |
|  | Паул Освалд       | 1933/1934      |
|  | Клеменс Вайлбехер | 1936/1937      |
|  | Хелмут Шнайдер    | 1946 – 1948    |
|  | Алберт Хайц       | 1948 – 1950    |
|  | Д-р Берно Вишман  | 1950 – 10/1950 |
|  | Ханс Гайгер       | 10/1950 – 1952 |
|  | Георг Байерер     | 1952/1953      |
|  | Емил Изо          | 1953 – 12/1954 |
|  | Герд Хиги         | 1/1955 – 1957  |
|  | Йозеф Кречман     | 1957 – 1959    |
|  | Хайнц Баас        | 1959 – 1966    |

|  | Име                | Период            |
|  | ------------------ | ----------------- |
|  | Хорст Царо         | 1966 – 11/1966    |
|  | Валтер Зоненбергер | 12/1966 – 1967    |
|  | Ерих Боймлер       | 1967/1968         |
|  | Карлхайнц Ветих    | 1968/1969         |
|  | Ерих Гебауер       | 1969 – 1971       |
|  | Бернд Хос          | 1971 – 1974       |
|  | Уве Климашефски    | 1974 – 9/1974     |
|  | Герд Мене          | 10/1974 – 12/1975 |
|  | Хорст Хюлс         | 1/1976 – 1980     |
|  | Херберт Дьоренберг | 1980 – 3/1983     |
|  | Лотар Емерих       | 3/1983 – 1984     |
|  | Хорст-Дитер Щрих   | 1984 – 1988       |
|  | Хорст Хюлс         | 1988 – 2/1989     |
|  | Роберт Юнг         | 2/1989 – 1992     |

|  | Име              | Период           |
|  | ---------------- | ---------------- |
|  | Йосип Куже       | 1992 – 10/1994   |
|  | Херман Хумелс    | 10/1994 – 4/1995 |
|  | Хорст Франц      | 4/1995 – 9/1995  |
|  | Волфганг Франк   | 9/1995 – 3/1997  |
|  | Райнхард Зафтих  | 3/1997 – 8/1997  |
|  | Диди Константини | 9/1997 – 4/1998  |
|  | Волфганг Франк   | 4/1998 – 4/2000  |
|  | Дирк Каркут      | 4/2000 – 2000    |
|  | Рене Вандерайкен | 2000 – 11/2000   |
|  | Екхард Краутцун  | 11/2000 – 2/2001 |
|  | Юрген Клоп       | 2/2001 – 2008    |
|  | Йорн Андерсен    | 2008 – 8/2009    |
|  | Томас Тухел      | от 8/2009        |

## Любопитни факти
- Майнц е един от най-известните немски карнавални градове, наред с Дюселдорф и Кьолн. След всеки домакински гол на отбора звучи карнавален марш.

### Бира
Дълги години пивоварната на райнхесенското градче Кирн осигурява официалната бира на Майнц 05. Кирнер е светла бира, характерна за западните части на Германия.

## Български футболисти
- Петър Курдов: 1988/89 (27 мача - 8 гола)
- Емил Костадинов: 1998/99 (4 мача - 1 гол)
- Тодор Неделев: 2013 - (2 мача / 0 гола)